# スクロドフスカ石

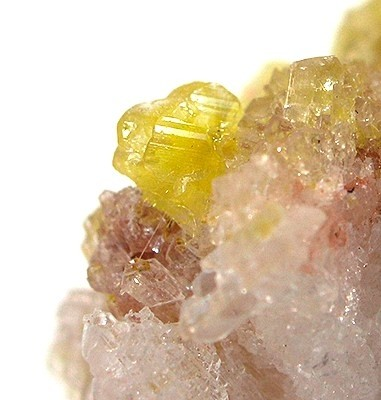
スクロドフスカ石

スクロドフスカ石（スクロドフスカいし、スクロドフスカイト、英: sklodowskite)とは、
Mg(UO2)2(HSiO4)2·5H2Oという組成式の
ウラン鉱物。
銅を含むウラン鉱物、銅スクロドフスカ石の類似化合物でもある。

## 概要
マグネシウムの二次鉱物であり、明るい黄色を呈する。晶癖は針状であるが、他の晶癖をとることもある。
放射状に広がっている針状結晶は、形状が美しいことが有名。
ウラン鉱床の上部酸化帯に生じるウランを含む放射性鉱物で、ウラン鉱石の二次鉱物。
他の放射能鉱物と同様、燐灰ウラン鉱などを比較すると、やや強い放射線を発する部類に入る。
放射線学者マリ・キュリーの旧姓スクロドフスカ（スクウォドフスカ）に因んで命名された

 。
1924年に、当時世界中で唯一のウランの産出地であったコンゴ シャバ州において、アルフレート・ショープ(1881年-1966年)によって発見された。コンゴ ザイールのシンコロブエ鉱山、Kasolo鉱山などでも見つかっている。また日本でも2012年に福島県愛宕山で発見されている。

## スクロドフスカ石グループ
- スクロドフスカ石（Mg(UO2)2(HSiO4)2·5H2O）
- 銅スクロドフスカ石（Cu(UO2)2(HSiO4)2·5H2O）
- Oursinite（Co(UO2)2(HSiO4)2·5H2O）

## 文献
- A. Schoep, La sklodowskite, nouveau mineral radioactif, C.R. Acad. Sci. Paris, 179, 143 (1924)